# Котов, Павел Григорьевич (корабел)
Па́вел Григо́рьевич Ко́тов (1911—2007) — советский и российский кораблестроитель, инженер-адмирал (25.10.1967). Герой Социалистического Труда (1980).

## Биография
Родился 21 декабря 1910 года (по новому стилю 3 января 1911 года) в семье потомственных корабелов в деревне Матвейково Сычёвского уезда Смоленской губернии (ныне деревня не существует, располагалась на территории современного Новодугинского района, Смоленская область). Дед Василий Андреевич строил крейсер «Аврора». Отец — Григорий Васильевич (1887—1967), строил линейные корабли для Балтийского флота. После окончания сельской школы Павел работал в крестьянском хозяйстве матери в Матвейково.
В 1930 году приехал в Ленинград и стал работать подручным слесаря сначала на хлебозаводе, затем на картографической фабрике «Глобус». С мая 1930 года работал на Судостроительный завод имени А. Марти учеником разметчика. После обучения сборке корабельных корпусов стал трудиться помощником сборщика корпусного цеха на строительстве подводных лодок типа «Щука» для Тихоокеанского флота. Одновременно с работой окончил рабфак при Ленинградском институте инженеров железнодорожного транспорта в 1933 году. В декабре 1932 года стал разметчиком. Член ВКП(б) с 1932 года.
С июля 1933 года — в Рабоче-Крестьянском Красном флоте. Окончил кораблестроительный сектор Военно-морского инженерного училища имени Ф. Э. Дзержинского в 1938 году. С июня 1938 года работал помощником военпреда по приёмке корабельной брони на металлургическом заводе «Азовсталь» в Мариуполе, с августа 1938 также помощник военпреда на заводе № 189 (Балтийский завод имени Серго Орджоникидзе) в Ленинграде. С июля 1939 года служил на Ижорском заводе в Колпино: старший военпред, с сентября 1940 начальник группы, с августа 1942 года — районный инженер Управления кораблестроения ВМФ СССР. 
В Великой Отечественной войне до марта 1943 года находился в блокадном Ленинграде. Кроме своих непосредственных обязанностей был в разное время помощником начальника научно-технического комитета, представителем Главного управления кораблестроения ВМФ, начальником оперативной группы при командующем морской обороной Ленинграда. В Ленинграде занимался ремонтом надводных и подводных кораблей Балтийского флота, изготовлением броневых оборонительных сооружений на рубежах обороны города (предложил для этой цели использование запасов корабельной брони на заводах города и разработал способы её ускоренной переработки, по его методу было построено свыше 8 000 броневых оборонительных сооружений). В нечеловеческих условиях блокады внёс большой вклад в быстрый ремонт повреждённых немецкой авиацией линкора «Октябрьская революция», крейсеров «Киров» и «Петропавловск», эсминца «Сторожевой».
В марте 1943 года переведён в Москву в Управление кораблестроения ВМФ на должность начальника отдела. В 1943 году выполнял правительственное задание по постройке серии в 88 единиц катеров-малых охотников за подводными лодками на заводе в посёлке Сосновка Кировской области. В 1944 году участвовал в испытаниях и приёмке крейсера «Каганович» и головного сторожевого корабля проекта 29 «Буревестник». В конце войны был приглашён участвовать в разработке плана строительства флота и восстановления судостроительных заводов. В итоге разработал оперативно-технические требования для всех классов боевых кораблей и вспомогательных судов на послевоенный период.
С мая 1946 — заместитель начальника, а с марта 1950 — начальник управления в Главном управлении кораблестроения ВМС СССР. С мая 1952 — заместитель начальника Главного управления кораблестроения ВМС. В январе 1953 года переведён на ответственную работе в ЦК КПСС и Совет министров СССР с оставлением в кадрах ВМФ, работал заместителем секретаря Постоянной комиссии по вопросам обороны в 1953 году, после её расформирования с 1953 года — адмирал для особых поручения — помощник министра обороны СССР по военно-морским вопросам, с 1955 — помощник председателя Совета министров СССР. 
С марта 1957 года вновь в Военно-морском флоте, заместитель начальника кораблестроения ВМФ СССР, с августа 1958 — заместитель начальника кораблестроения и вооружения ВМФ СССР, с августа 1965 года — заместитель Главнокомандующего ВМФ СССР по кораблестроению и вооружению — начальник кораблестроения и вооружения ВМФ СССР, по должности являлся членом Военного совета ВМФ. В конце 1950-х годов отвечал за создание испытания и принятие на вооружение первых советских атомных подводных лодок, затем - АПЛ с новейшими типами ядерными энергетическими установками и с новыми типами ракетного вооружения. На посту заместителя Главкома ВМФ отвечал за строительство и ввод в строй флота новых типов океанских боевых кораблей, других боевых кораблей и вспомогательных судов флота. Нёс персональную ответственность за создание атомных ракетных подводных крейсеров стратегического назначения. Лауреат Ленинской премии (1974).
Лично участвовал в разработке проекта тяжелого атомного ракетного крейсера «Пётр Великий», крупнейшей в мире ядерной подводной лодки стратегического назначения «Тайфун».
С марта 1986 года в отставке. Автор многочисленных статей по вопросам судостроения и истории ВМФ СССР в различных журналах и сборниках.
Умер 12 января 2007 года в Москве. Похоронен на Троекуровском кладбище.
Супруга — Матильда Ивановна (1909—1993), работала хирургом.

## Высшие воинские звания
- Инженер-контр-адмирал (3.11.1951)
- Инженер-вице-адмирал (18.02.1958)
- Инженер-адмирал (25.10.1967)
- Адмирал-инженер (18.11.1971)
- Адмирал (26.04.1984)

## Награды и почётные звания
- Герой Социалистического Труда (31.12.1980)
- Орден Почёта (31.12.2000) — за большой вклад в укрепление обороноспособности страны и активную общественную деятельность
- Два ордена Ленина (6.04.1970, 31.12.1980)
- Орден Октябрьской Революции (19.02.1986)
- Три ордена Боевого Красного Знамени (31.03.1946, 3.11.1953, 31.10.1967)
- Орден Отечественной войны I степени (11.03.1985)
- Орден Трудового Красного Знамени (28.04.1963)
- Три ордена Красной Звезды (31.03.1942, 10.04.1945, 20.06.1949)
- Орден «За службу Родине в Вооружённых Силах СССР» III степени (30.04.1975)
- Медаль «За боевые заслуги» (3.11.1944)
- Медаль «За оборону Ленинграда» (1943)
- ряд других медалей
- Ленинская премия (1974)
- именное оружие (кортик) от Главнокомандующего ВМФ СССР (1971)
- Орден «9 сентября 1944 года» I степени с мечами (Болгария, 14.09.1974)
- Медаль «90 лет со дня рождения Георгия Димитрова» (Болгария, 1974)
- Медаль «40 лет Социалистической Болгарии» (Болгария, 15.01.1985)
- Медаль «За укрепление дружбы по оружию» в золоте (ЧССР)
- Медаль «Военная доблесть» (Румыния, 31.05.1985)
- Медаль «Китайско-советская дружба» (КНР, 31.12.1955)[2]
- «Почётный гражданин Северодвинска» (10.6.1980)

## Память
- В октябре 2011 года Морской кадетской школе Северодвинска присвоено имя адмирала Котова П. Г.[3]
- На здании этой школы установлена мемориальная доска в честь П. Г. Котова.
- В 2022 году на Невском ССЗ заложили танкер «Инженер-адмирал Котов» (проекта 23130[англ.])[4]. Спущен на воду в декабре 2024 года[5].